# Euaugaptilus luxus
Euaugaptilus luxus is een eenoogkreeftjessoort uit de familie van de Augaptilidae. De wetenschappelijke naam van de soort is voor het eerst geldig gepubliceerd in 1974 door Tanaka & Omori.